# Haletta semifasciata
Haletta semifasciata és una espècie de peix pertanyent a la família dels odàcids i l'única del gènere Haletta.

## Descripció
- Pot arribar a fer 29 cm de llargària màxima.[3][4]

## Alimentació
Menja principalment poliquets, tot i que gastròpodes, crustacis (crancs i amfípodes), algues i Zostera també formen part de la seua dieta. Foraminífers, bivalves i estrelles de mar amb potes també van ésser trobats en els estómacs d'alguns exemplars d'aquesta espècie.

## Hàbitat
És un peix d'aigua marina i salabrosa, demersal i de clima subtropical (28°S-45°S) que viu entre 1 i 7 m de fondària, el qual forma grans moles en estuaris i d'altres aigües protegides amb fons de sorra i algues marines.

## Distribució geogràfica
Es troba a l'Índic oriental i el Pacífic sud-occidental: la costa meridional d'Austràlia (des de Houtman Abrolhos -Austràlia Occidental- fins a Sydney -Nova Gal·les del Sud-, incloent-hi Tasmània).

## Estat de conservació
És només un component de menor importància en la pesca comercial i esportiva, i només, de tant en tant, se'n troba als mercats. D'altra banda, gaudeix de protecció en determinades àrees marines de la seua distribució geogràfica. Tot i així, el desenvolupament costaner projectat a Nova Gal·les del Sud és probable que afecti l'hàbitat d'aquesta espècie en el futur.

## Observacions
És inofensiu per als humans.